# Bauwerk Boen
UAB „Bauwerk Boen“ ist ein litauisches Unternehmen und das größte Laubholz-Sägewerk im Baltikum und beliefert die Parkett- und die Möbelbranche.
Die Geschäftstätigkeiten sind Sägewerkleistungen und die Produktion von Parkett.
Die Fabriken in Litauen produzieren jährlich ca. 100.000 m³ Rohmaterial für die Parkettproduktion und für die Möbelherstellung. Eine Fabrik und Sägewerk („Dominga NIK“) in Kaliningrad (Russland) steht auch unter der litauischen Leitung. 2013 erzielte man einen Umsatz von 314 Mio. Litas (91 Mio. Euro).

## Geschichte
1998 erwarb BOEN das litauische Sägewerk UAB "Dominga Mill", jetzt eine Parkettproduktion, von der litauischen Libra-Gruppe. Mit dem im Juni 2013 erfolgten Zusammenschluss der Schweizer Bauwerk Parkett AG und des norwegischen Parkettherstellers Boen beschäftigt die Gruppe ca. 1‘700 Mitarbeiter und verkauft jährlich ca. 9,0 Mio. m² Parkett. Bauwerk Boen betreibt Werke in Litauen, Kroatien und der Schweiz.